# Бамбуйка (река)
Бамбуйка — река в Муйском районе Бурятии (Россия), левый приток Витима, бассейн реки Лены. Длина — 172 км, площадь водосборного бассейна - 4170 км².
Берёт начало из небольшого озера, расположенного недалеко от юго-западного склона Муйского Гиганта, высочайшей вершины Южно-Муйского хребта, на высоте более 1499 метров над уровнем моря. Сначала река течёт в юг-юго-восточном направлении по гористой местности. Затем, почти дойдя до русла реки Ципа, поворачивает на восток и течёт преимущественно в восточном направлении. После впадения слева ручья Аматканский снова поворачивает на юго-восток. После впадения справа реки Буром Бамбуйка входит в многокилометровый каньон, в середине которого река падает на 10 метров несколькими ступенями. В целом для реки характерны многочисленные шиверы, пороги и перекаты. В нижнем течении направление постепенно меняется на северо-восточное. Впадает в Витим слева в 812 км от его впадения в Лену, на высоте менее 529 м над уровнем моря. Ширина в нижнем течении — до 140 м, при глубине 0,6-1 м. На левом берегу реки, в двух километрах от устья,  расположен упразднённый посёлок Бамбуйка. Вдоль реки проходит зимник, соединяющий посёлки Багдарин и Бамбуйка. В бассейне реки имеются  запасы россыпного золота.

## Основные притоки
Указаны притоки длиной 30 км и более.
| Название    | Расстояние от устья | Длина | Положение |
| ----------- | ------------------- | ----- | --------- |
| Пашков Ключ | 29                  | 42    | правый    |
| Голюбе      | 53                  | 55    | правый    |
| Буром       | 68                  | 35    | правый    |
| Бамбукой    | 97                  | 75    | левый     |
| Жанок       | 102                 | 35    | левый     |

## Данные водного реестра
По данным государственного водного реестра России относится к Ленскому бассейновому округу, речной бассейн реки — Лена, речной подбассейн — Витим, водохозяйственный участок — Витим от водомерного поста села Калакан до водомерного поста села Спицино.
Код объекта в государственном водном реестре — 18030200212117100027431.